# Barbus carottae
Barbus carottae és una espècie de peix cipriniforme de la família dels ciprínids.

## Morfologia
Els mascles poden assolir els 13,4 cm de longitud total.

## Distribució geogràfica
Es troba al llac Yliky (Grècia).